# Gary Kelly (hockey sobre hielo)
Gary Kelly (Escocia, Reino Unido, 29 de diciembre de 2005 - Sant Antoni de Portmany, 21 de julio de 2025) fue un portero escocés de hockey sobre hielo juvenil de los Dundee Stars. Anteriormente había sido seleccionado por los Whitley Warriors.

## Biografía
Kelly, nacido en Dundee, fue seleccionado en la segunda ronda del Draft EIHL de 2023 por los Dundee Stars. En su temporada de novato con los Aberdeen Lynx y los Whitley Warriors, Kelly debutó con el equipo senior de Aberdeen y sumó 75 puntos (44 goles, 31 asistencias) en 54 partidos.
Durante la temporada 2023-24, Kelly solo jugó para los Warriors en pocas ocasiones. Firmó un contrato de dos vías con los Dundee Stars, con dos apariciones para el equipo.Kelly renovó con los Stars y Lynx para la temporada 2025-26, y ambos equipos encabezaron el draft de hockey del equipo Elite Ice Hockey League.
Kelly jugó para Escocia en el nivel juvenil, con su Liga Nacional Escocesa desde los niveles U-11 hasta U-19.
El 21 de julio de 2025, Kelly falleció tras caerse de un balcón del Hotel Ibiza Rocks, donde se encontraba de vacaciones. Tenía diecinueve años.